# Götz Otto
Götz Otto (Dietzenbach, 15 ottobre 1967) è un attore tedesco.

## Biografia
Otto è nato a Dietzenbach, dove i genitori erano proprietari di una panetteria. 
Il ruolo per il quale è maggiormente noto è quello di Mr. Stamper, l'assistente del cattivo Elliot Carver nel film della saga di James Bond Il domani non muore mai, del 1997. Quando fu chiamato al casting, gli vennero dati venti secondi per presentarsi, e lui rispose, in pochi secondi: "Sono grande, sono cattivo e sono tedesco" (è alto 198 cm).
Otto ha avuto spesso parti secondarie dove interpretava dei personaggi nazisti: nel 1993 in Schindler's List di Steven Spielberg interpretò il ruolo di una guardia delle SS, mentre successivamente, nel 2004, interpretò il ruolo di uno Sturmbannführer nel film La caduta - Gli ultimi giorni di Hitler. Nel 2006, è apparso nel film britannico Alien Autopsy, recitando la parte di un commerciante d'arte ungherese ossessionato dagli UFO.
Nel 2012 ha recitato nel film Iron Sky come principale antagonista, interpretando il ruolo del nazista Klaus Adler.
Otto è stato anche un pilota occasionale. Nel 2007 ha corso nel Mini Challenge VIP tedesco sul circuito di Oschersleben, ma, dopo una buona prestazione nella prima gara, si ribaltò con la vettura nella seconda gara. Successivamente corse al Mini VIP Challenge nell'ambito del weekend del Gran Premio di Germania 2008 a Hockenheim.

## Filmografia parziale

### Cinema
- Schindler's List - La lista di Schindler (Schindler's List), regia di Steven Spielberg (1993)
- Il domani non muore mai (Tomorrow Never Dies), regia di Roger Spottiswoode (1997)
- Beowulf, regia di Graham Baker (1998)
- La niña dei tuoi sogni (La niña de tus ojos), regia di Fernando Trueba (1998)
- La caduta - Gli ultimi giorni di Hitler (Der Untergang), regia di Oliver Hirschbiegel (2004)
- Grenzverkehr, regia di Stefan Betz (2005)
- Il Clown – Il giustiziere mascherato, regia di Sebastian Vigg (2005)
- Alien Autopsy, regia di Jonny Campbell (2006)
- Dragonball Evolution, regia di James Wong (2009)
- Iron Sky, regia di Timo Vuorensola (2012)
- Cloud Atlas, regia di Lana e Andy Wachowski, Tom Tykwer (2012)
- Asterix e Obelix al servizio di Sua Maestà (Astérix & Obélix : Au service de sa Majesté), regia di Laurent Tirard (2012)
- Tutto sua madre (Les garçons et Guillaume, à table!), regia di Guillaume Gallienne (2013)
- Leggenda №17 (2013)
- Enfant Terrible, regia di Oskar Roehler (2020)

### Televisione
- La saga dei Nibelunghi (Ring of the Nibelungs), regia di Uli Edel (2004)
- Sant'Agostino, regia di Christian Duguay – miniserie TV (2010)
- La cortigiana (Die Wanderhure), regia di Hansjörg Thurn – film TV (2010)
- I pilastri della Terra (The Pillars of the Earth), regia di Sergio Mimica-Gezzan – miniserie TV (2010)

## Doppiatori italiani
- Massimo Lodolo in Alien Autopsy, Sant'Agostino